# 范惟丕
范惟丕（1528年—？），字于公，號中吴，直隸松江府華亭縣民籍，蘇州府吳縣人，明朝政治人物。范仲淹十六世孫。

## 生平
嘉靖二十五年（1546年）丙午科應天鄉試第四十二名舉人，三十八年（1559年）中式己未科會試第二百三十名，二甲第六十六名進士。授兵部主事，升禮部郎中，隆慶二年（1568年）三月升光祿寺少卿，四年（1570年）六月出為雲南按察司副使。

## 親屬
- 曾祖：范從江
- 祖父：范汝信
- 父：范啟曄，號北溪
- 母：顧氏[4]
- 兄：范惟一、范惟立
- 子：范允謙、范允臨
- 孫：范必溶（范允謙子、陸樹德外孫）[5]、范必鉉（范允臨子）、范必英（范允臨子）
- 姻親：陸樹德（范允謙岳丈）

## 家譜
范仲淹（一世）；范純佑（二世）；范正臣（三世）；范直隱（四世）；范公武（五世）；范良遂（六世）；范慶家（七世）；范邦柱（八世）；范彥國（九世）；范廷止（十世）；范天爵（十一世）；范元瑛（十二世）；范從江（十三世）；范汝信（十四世）；范啟曄（十五世）；范惟丕（十六世）